# Fifteen
"Fifteen" je pjesma američke country kantautorice Taylor Swift. Objavljena je kao četvrti singl s njezinog drugog studijskog albuma Fearless u rujnu 2009. godine u izdanju diskografske kuće Big Machine Records. Pjesmu je napisala sama Swift, a uz nju pjesmu je producirao Nathan Chapman.

## Uspjeh pjesme
Nakon objavljivanja albuma Fearless, pjesma se plasirala na 15. poziciji ljestvice Hot Digital Songs. Dana, 29. studenog 2008. godine pjesma se plasirala na 79. poziciji američke ljestvice singlova Billboard Hot 100. U veljači 2009. godine pjesma se opet pojavila na ljestvici, na 65. poziciji. Najveća pozicija pjesme na ljestvici bila je 23.

## Popis pjesama
Digitalno preuzimanje
1. "Fifteen" - 4:54

## Videospot
Spot za pjesmu "Fifteen" snimljen je pod redateljskom palicom Romana Whitea, koji je radio na prijašnjem spotu za "You Belong with Me".
Na početku videa vidi se Swift kako hoda bosa u maloj bijeloj haljini, približava se velikim vratima koja su smještena na polju. Swift pogleda sliku koja se pojavila na rubu vrata na kojoj se naleze ona i njena prijateljica. Kasnije Swift ulazi kroz vrata, koja su vodila do škole.

## Ljestvice
| Ljestvice (2009. – 2010.) | Najviša pozicija |
| ------------------------- | ---------------- |
| Australija                | 48               |
| Kanada                    | 19               |
| SAD (Billboard Hot 100)   | 23               |
| SAD (Hot Country Songs)   | 7                |
| SAD (Pop Songs)           | 10               |

## Fifteen (Taylor's Version)
11. veljače 2021. godine u emisiji Good Morning America, Swift je izjavila kako će ponovno snimljena verzija pjesme "Fifteen", naslovljena "Fifteen (Taylor's Version)", biti objavljena 9. travanja 2021. kao  pjesma sa Swiftinog ponovno snimljenog "Fearless" albuma, pod nazivom "Fearless (Taylor's Version)".